# 엘리사 린치

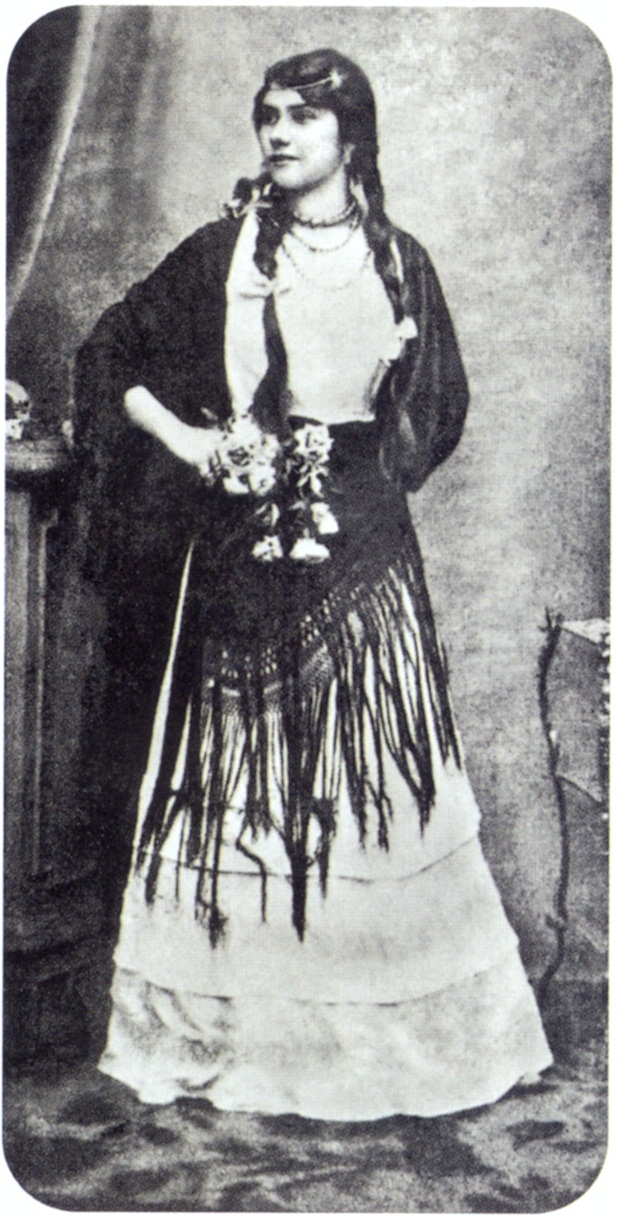
엘리사 린치

엘리사베트 알리세 린치 로이드(스페인어: Elisabeth Alice Lynch Lloyd, 1833년 11월 19일 ~ 1886년 7월 25일)는 파라과이의 대통령을 역임한 프란시스코 솔라노 로페스의 아내이다.

## 생애
영국의 지배를 받고 있던 아일랜드 코크주 출신이다. 10세 시절에 일어난 아일랜드 대기근으로 인해 가족들과 함께 프랑스 파리로 이주했다. 15세 시절에는 프랑스 육군 소속 수의사와 결혼하면서 남편이 복무하고 있던 알제리에 거주했지만 현지 생활에 대한 불만으로 인해 혼자서 프랑스 파리로 귀환하게 된다.
프랑스 파리에서 파라과이의 초대 대통령을 역임한 카를로스 안토니오 로페스의 장남이자 프랑스 주재 파라과이 대사로 근무하고 있던 프란시스코 솔라노 로페스를 만났고 1855년에는 로페스와 함께 파라과이로 이주하게 된다. 1862년 프란시스코 솔라노 로페스가 파라과이의 대통령으로 취임하면서 엘리사는 파라과이의 사교계 인사로 여겨졌다.
1864년에 발발한 삼국 동맹 전쟁 시기에는 파라과이군 병사를 직접 지휘하면서 연합군을 패배시켰지만 파라과이는 삼국 동맹 전쟁에서 패전하고 만다. 삼국 동맹 전쟁 종전 이후에 파라과이에서 추방되면서 프랑스 파리로 귀환했고 1886년 파리에서 사망했다. 그의 시신은 1964년에 파라과이로 송환되었다.

## 같이 보기
- 프란시스코 솔라노 로페스
- 삼국 동맹 전쟁